# Wayne County (Michigan)
Wayne County je okres ve státě Michigan ve Spojených státech amerických. K roku 2010 zde žilo 1 820 584 obyvatel. Správním a největším městem okresu je Detroit. Celková rozloha okresu činí 1 741 km².